# Béatrice Coron
Béatrice Coron est une artiste française née le 9 juillet 1956 à Chambéry (France) et installée à New York depuis 1984.  

## Biographie
Béatrice Coron a créé des livres d’artistes à partir des textes d’une centaine d’auteurs et de poètes comme Charles Baudelaire, William Shakespeare, Charles Cros, Tristan Corbière, Louise Labbé, Frankétienne et d'autres.
Elle fait partie des collections de plusieurs musées à travers le monde. On peut citer le Metropolitan Museum à New York, le Walker Art Center et le Getty[Quoi ?] ainsi que de nombreuses collections municipales en France.
Touche-à-tout, Béatrice Coron travaille sur des supports divers. Elle passe de la pierre au métal, vire au verre sans lâcher ses papiers. Elle s'attaque aussi au caoutchouc et commet des œuvres digitales.
Avec la curatrice et libraire Judith Hoffberg, elle a créé le Festival des livres mangeables en 2000.
Son art public peut être vu dans des métros à Chicago, Los Angeles et New York[réf. nécessaire], ainsi que des aéroports[Où ?] et stations de pompiers[Où ?]. 
Présente sur le site TED (Technology Entertainment and Design), elle a participé aux côtés des personnalités comme Al Gore, Bill Gates ou des Français comme Yann Arthus-Bertrand.
Dans la collection Les Grandes Personnes, éd. Gallimard, elle a publié Excentic City en 2014.